# 预测分析
预测分析（英語：predictive analysis）是指一类对数据假设的预测性分析。
其表现在使用数据挖掘技术、历史数据和对未来状况的假设，预测如顾客对某报价有所反映的或购买某一产品的可能性等时间的结果。